# Kalborn
Kalborn (Luxemburgs: Kaalber) is een plaats in de gemeente Clervaux en het kanton Clervaux in Luxemburg.
Kalborn telt 54 inwoners (2001).
De kapel is gewijd aan Apollonia van Alexandrië.

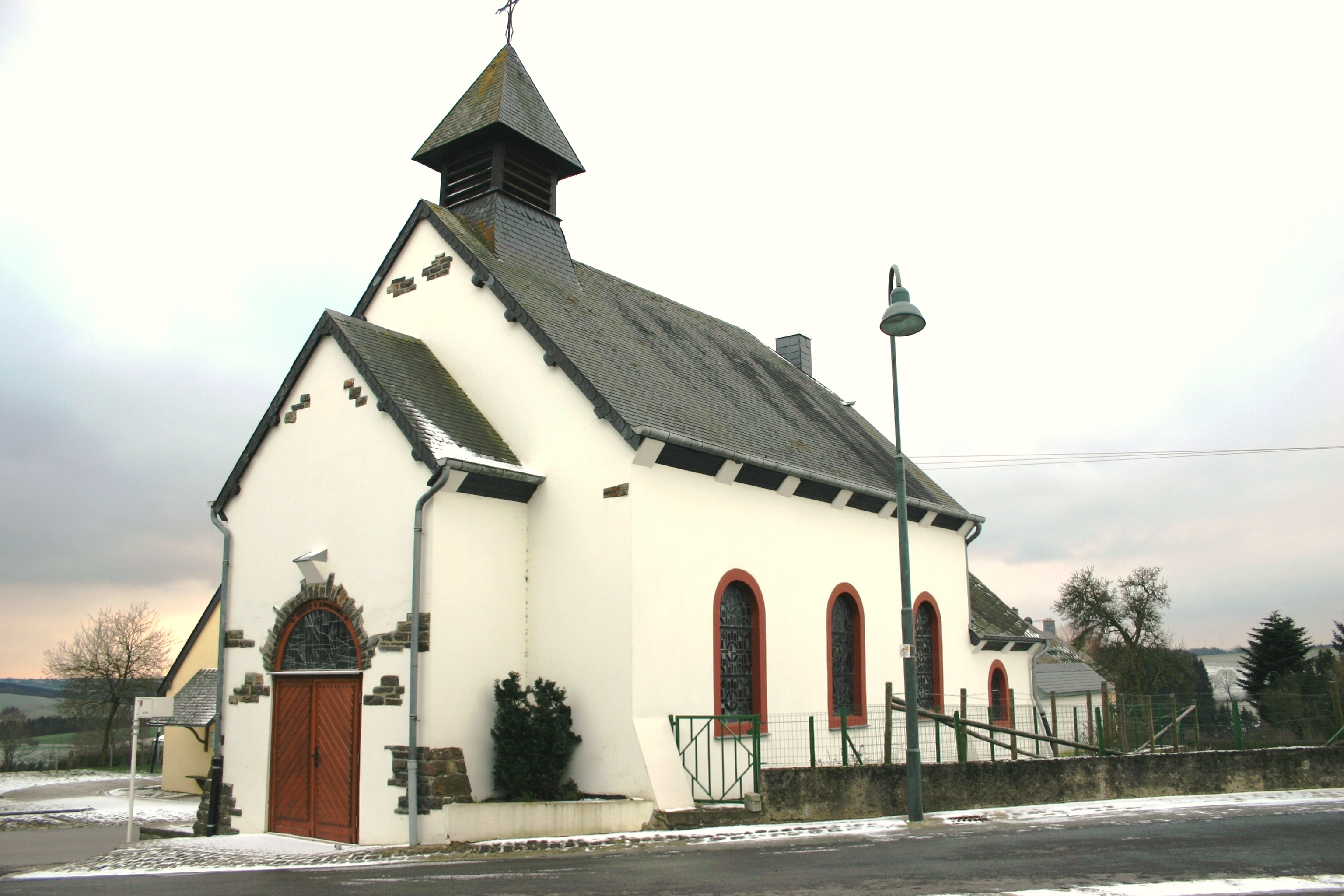
Sint-Apolloniakapel

Kalborn ligt hoog boven het dal van de Our. Van daar loopt een weg naar het dal, waar Tintesmühle ligt. Daar ligt een brug over de Our, waardoor men in Duitsland komt en de weg naar Dahnen voert.

## Nabijgelegen kernen
Dahnen, Heinerscheid